# Emilio Nieto
Emilio Nieto Pérez (1845-1906), también conocido por su título nobiliario de marqués de Guadalerzas, fue un publicista, escritor y político español.

## Biografía
Nacido en 1845 en Madrid, era hijo del médico Matías Nieto Serrano.
Doctorado en la Universidad Central en 1867, fue desde 1870 director del periódico La Nación. Resultó elegido diputado por el distrito canario de La Laguna en las elecciones a Cortes de agosto de 1872, durante el Sexenio democrático.

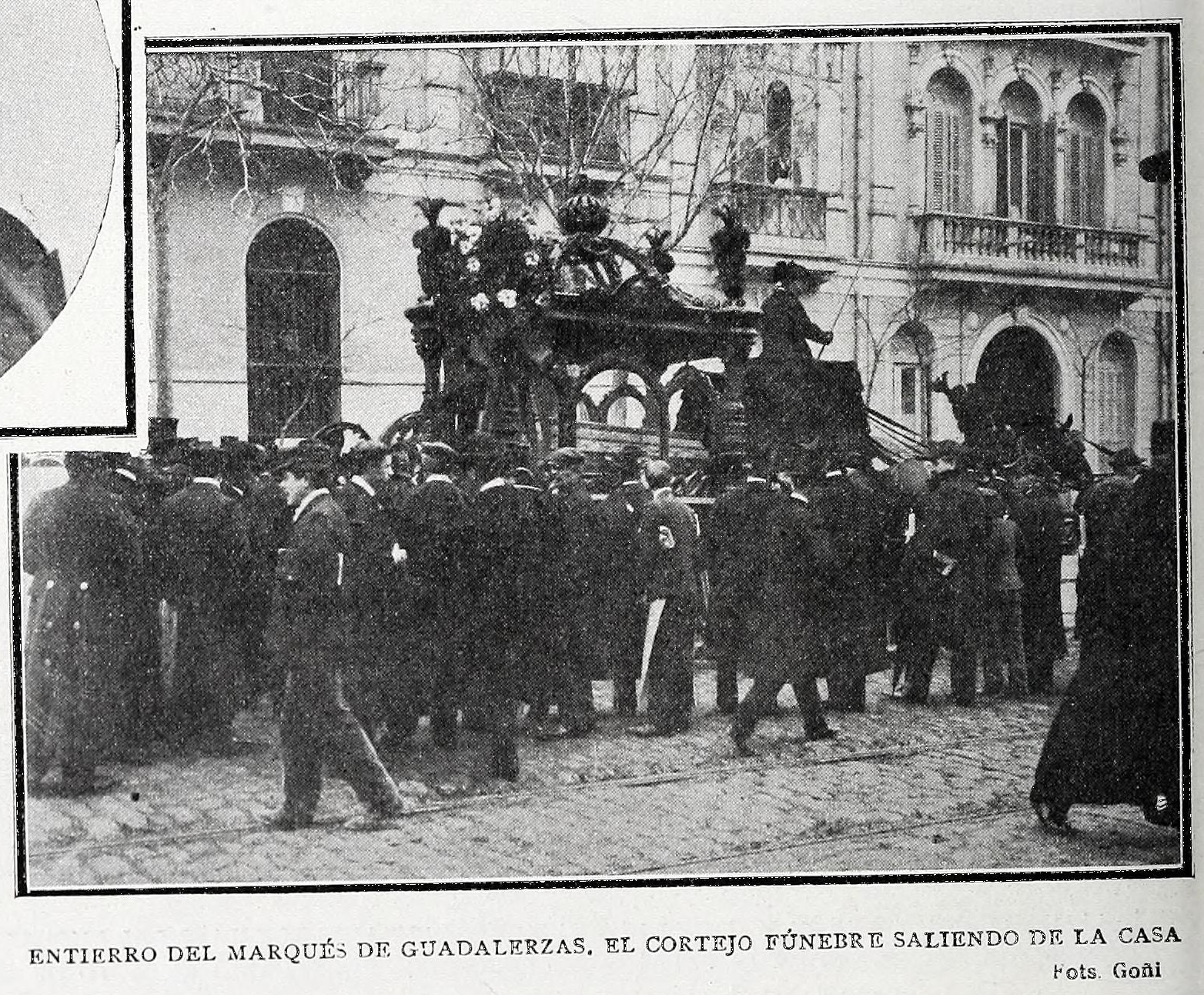
El cortejo fúnebre saliendo de la casa mortuoria; fotografía de Goñi.

Ya entrada la Restauración borbónica, volvió al Congreso como diputado por el distrito ciudadrealeño de Daimiel, por el cual fue elegido en los comicios de 1881, 1886, 1891, 1893, 1896, 1898 y 1899. También fue concejal y teniente de alcalde del Ayuntamiento de Madrid, director general de Instrucción Pública, director general de Establecimientos Penales y gobernador civil de la provincia de Canarias.
Senador vitalicio desde 1901, llegó a desempeñar el cargo de vicepresidente de la cámara. Ingresó como académico de número de la Real Academia de Bellas Artes de San Fernando el 8 de junio de 1902.
Falleció en Madrid el domingo 18 de febrero de 1906. Recibió sepultura en el cementerio de la Sacramental de San Justo.

## Obras
- —. El Realismo en el Arte contemporáneo.[14]
- —. Los Gobernantes y Gobernados.[14]
- —. El Rey-Pueblo.[14]
- —. Lo Absoluto Infinito.[14]